# Antonia Heredia Herrera
Antonia Heredia Herrera (Sevilla, 4 de novembre de 1934 - 9 d'octubre de 2024) fou una historiadora i arxivera (o arxivista) espanyola, docent i teòrica de referència en matèria arxivística. Ha estat membre de nombroses comissions i grups de treball que han impulsat la normalització i el desenvolupament teòric de la gestió de documents. Nomenada doctora en Història d'Amèrica per la Universitat de Sevilla, amb premi extraordinari, amb la seva tesi sobre La renda del azogue a Nova Espanya (1709-1751). La seva tasca professional i aportació a l'arxivística ha obtingut reconeixement tant en l'àmbit nacional com internacional, amb múltiples condecoracions i premis com s'indicarà tot seguit. El 9 d'octubre de 2024 l'Associació d'Arxivers d'Andalusia informà de la mort de la seva sòcia honoraria Antonia Heredia, destacant-ne la seva tasca divulgadora i de suport als arxius, i la seva obra de Manual de Archivística com a referent.

## Trajectòria
Heredia ingressà per oposició en el Cos Facultatiu d'Arxivers de l'Estat espanyol el 1962 quedant vinculada primer al Ministeri d'Educació i després al Ministeri de Cultura. Va iniciar la seva activitat professional a l'Arxiu General d'Índies on va romandre durant 30 anys, sent responsable dels fons de l'Audiència de Filipines, l'Audiència de Quito, Correus Marítims, Capitania General de Cuba i Consolats Mercantils. De tots ells ha publicat les seves corresponents guies i inventaris.
L'any 1972 va ser nomenada directora de l'Arxiu de la Diputació Provincial de Sevilla, càrrec que ocupà fins a l'any 1995. En aquest arxiu va dissenyar i va dirigir el "Pla d'Organització d'Arxius Municipals de la província de Sevilla" els resultats del qual foren publicats en la col·lecció “Arxius municipals sevillans” en volums amb els inventaris realitzats als ajuntaments. Posteriorment, va promoure la creació de places per arxivers de la zona.
De l'any 1995 al 2004 ocupà la Direcció de l'Arxiu General d'Andalusia, per concurs de mèrits, i participà en la redacció del text del Reglament d'Arxius Andalusos de l'any 2000, sent vocal de la Comissió Andalusa Qualificadora de Documents Administratius i vocal de la Comissió de Valoració del Consell Internacional d'Arxius.
En aquest context professional, també destacà la seva tasca docent en arxivística, participant com a professora en la majoria de màsters en arxivística programats per universitats espanyoles, i codirigint durant set edicions el Màster de Gestió documental i administració d'arxius de la Universitat Internacional d'Andalusia (amb seu a La Rábida). També treballà per Iberoamèrica (l'Argentina, el Brasil, Colòmbia, Costa Rica, Xile, Mèxic, el Perú, l'Uruguai, Veneçuela) on va assentar un marc important de la seva activitat docent, incrementada per la freqüent assistència a congressos organitzats per aquests països, als quals també cal sumar Portugal.
Al llarg de la seva vida professional l'ocupat una atenció preferent la descripció arxivística i la terminologia. Aspectes en els quals va aprofundir al ritme de l'evolució, del desenvolupament i dels canvis de l'arxivística: del document en suport paper a l'electrònic, dels arxius històrics als sistemes d'arxius, dels instruments de descripció als models conceptuals de descripció, de la gestió documental dels arxius a la gestió documental de les organitzacions i a l'actual gestió de documents electrònics, del document a la informació.
Al llarg dels anys ha estat ponent en nombrosos congressos i jornades i ha publicat multitud de treballs sobre organització, terminologia, descripció i valoració, així com de diversos aspectes de la recerca arxivística, a més de nombrosos textos divulgatius en mitjans de comunicació.
L'any 2004 va concloure la seva carrera administrativa amb cinquanta-dos anys d'exercici professional. No obstant això, des de llavors no va cessar la seva contribució científica en congressos, jornades i publicacions arxivístiques tant espanyoles com iberoamericanes.

## Nomenaments i filiacions
L'any 1985 va ser nomenada Acadèmica de la Reial Acadèmia Hispà Americana de Ciències, Arts i Lletres, corporació d'àmbit nacional i dependència orgànica del Ministeri d'Afers exteriors d'Espanya, l'objectiu fundacional encomanat dels quals en 1909 per S. M. el Rei Alfons XIII, és la promoció dels llaços culturals entre Espanya i les nacions germanes d'Hispanoamèrica; i el 2014 fou igualment nomenada Acadèmica de la Reial Acadèmia de Nobles Arts d'Antequera (2014).
Va ser igualment arxivera de la Taula de Treball d'Arxius d'Administració Local Espanyola (1988-), òrgan col·legiat professional no governamental integrat per arxivers d'Ajuntaments i Diputacions espanyoles, i els objectius de les quals són: compartir experiències professionals, uniformar criteris tècnics, i analitzar i dissenyar metodologies per a la gestió de documents. Les publicacions d'aquest òrgan col·legiat han contribuït al desenvolupament de l'Arxivística espanyola, obrint canals de comunicació inèdits amb les institucions.
Des del 1991 va ser vocal de la Càtedra General Castanyers, adscrita a la Capitania General de la Regió Militar Sud d'Espanya, i la finalitat de la qual és afavorir l'estudi i la recerca de caràcter històric, artístic i cultural en l'àmbit espanyol i dels països d'arrel cultural hispana.

## Contribucions intel·lectuals
A l'Arxiu General d'Índies (1954 a 1983) va ser responsable dels fons documentals de l'Audiència de Quito, Audiència de Filipines, Consolats, Capitania General de Cuba i Direcció General de Correus marítims. La descripció d'una part dels cedularis indians (registres de totes les disposicions de la Corona espanyola per a les Índies/Amèrica) va donar com a resultat, a més de l'instrument de descripció corresponent, un estudi diplomàtic de la tipologia dels seus documents. La descripció va ser també l'objectiu per a una de les sèries més importants conservades en l'Arxiu General d'Índies i el resultat de l'edició d'un Catàleg de consultes del Consell d'Índies, des de 1525 a 1676, integrat per 14 volums amb més de 30.000 documents descrits.
Va abordar igualment l'organització i descripció de dos fons documentals d'institucions mercantils: el Consolat de carregadors a índies (1543-1860) i el Consolat marítim i terrestre de Sevilla (1784-1860) que van donar lloc als corresponents inventaris que es van completar amb dos treballs de recerca i 20 articles.
A l'Arxiu de la Diputació Provincial de Sevilla (1972-2004) va impulsar el primer pla a Espanya d'organització i descripció d'arxius municipals de la província de Sevilla, per a aquells ajuntaments que mancaven d'arxiver. El resultat va ser un total de 70 inventaris que van formar editorialment la col·lecció “Arxius municipals sevillans”. Durant aquest període i sota la seva direcció, també van ser classificats i inventariats els fons dels hospitals i dels centres benèfics fundats en l'edat mitjana i que en arribar el segle xix  van ser vinculats a les Diputacions provincials. Va ser responsable d'una edició facsímil dels documents colombins conservats per la família del Duc d'Alba que fan un total de vint, dels quaranta-tres existents en el món. Va promoure el premi de recerca “La nostra Amèrica” convocat anualment i va posar en marxa la col·lecció de butxaca “Art Sevillà” que ha superat els cent títols.
Igualment durant aquest període va ser directora de la Revista Arxiu Sevillà, publicació els continguts de la qual inclouen des dels temes literaris i històrics als artístics, sense més acotació que el marc geogràfic cenyit als límits de l'antic Regne de Sevilla. En aquesta revista cal contemplar dues etapes: en la primera època, que abasta des de 1886 a 1888 s'editen quatre toms per a interrompre's fins a 1943, data en què es reprèn la seva publicació, vinculant-se des de llavors a una institució pública: la Diputació Provincial de Sevilla.
En l'Arxiu General d'Andalusia (1995-2004) va participar en l'elaboració de textos legals i reglamentaris com el Reglament del Sistema Andalús d'Arxius (2000); les ordres de desenvolupament de la Comissió Qualificadora de Documents Administratius; la Llei de Documents, Arxius i Patrimoni documental de la Junta d'Andalusia. Va ser responsable de l'elaboració, edició i actualització del Cens d'Arxius Andalusos i dels seus fons documentals, aplicant les normes internacionals de descripció. Va reunir la bibliografia arxivística andalusa que va ser editada en aquesta primera recopilació amb previsió d'actualització.

## Publicacions científiques
A continuació se citen les seves monografies més destacades:
- 1978. La renta del azogue en Nueva España (1709-1751). Sevilla: Escuela de Estudios americanos. Consejo Superior de Investigaciones científicas.
- 1985. Recopilación de estudios de Diplomática indiana. Sevilla: Diputación Provincial.
- 1986. Archivística General. Teoría y práctica. Sevilla: Diputación Provincial.
- 1992. La Lonja de mercaderes. El cofre para un tesoro singular. Sevilla. (Diputación Provincial, Ed.) Colección “Arte Hispalense", 59.
- 1995. La norma ISAD (G): estudio, análisis y alternativas. Madrid: ANABAD.
- 2000. Guía del Archivo General de Andalucía y catálogo de sus fondos y colecciones. Sevilla: Junta de Andalucía.
- 2007. ¿Qué es un archivo? Gijón: TREA.
- 2011. Lenguaje y vocabulario archivísticos: algo más que un diccionario. Sevilla: Junta de Andalucía.
- 2013. Manual de Archivística básica. Gestión y sistemas. Puebla de los Ángeles - México: Universidad Autónoma de Puebla.

A això se sumen nombrosos articles en publicacions periòdiques.

## Condecoracions i distincions
- Socia de honor de la Asociación Venezolana de Archiveros, en 1985.[1][2]
- Miembro de honor de la Casa de la Cultura Ecuatoriana Benjamín Carrión, en 1991.[1][2]
- Personaje andaluz distinguido con motivo del Día de Andalucía, en 2004.[1][2]
- Gran Cruz de Caballero de la Orden del Senado de Colombia, en 2007. [Resolución 113/2007, de 7 de mayo][1][2]
- Socia de honor de la Asociación Asturiana de Archiveros y Gestores de Documentos (AAPA), en 2007. [Acuerdo de 3 de diciembre de 2007].[1][2]
- Medalla de Oro de la Ciudad de Sevilla, en 2008. [Resolución de 16 de mayo de 2008].[1][2]
- Medalla de Asociación Española de Archiveros, Bibliotecarios, Arqueólogos y Documentalistas (ANABAD), en 2008.[1][2]
- Socia de honor de la Asociación Uruguaya de Archivólogos, en 2009. [Acuerdo plenario de 3 de diciembre de 2009].[1][2]
- Medalla de Oro de la Provincia de Sevilla, en 2010. Acuerdo 29 de abril de 2010 de la Diputación Provincial de Sevilla.[1][2]
- Distinguida con la Bandera de Andalucía, en 2015.[14]
- Socia de honor de la Asociación de Archiveros de Andalucía (AAA).[1][2]
- Premio de Honor de la Asociación de Archiveros de Castilla y León (ACAL). Salamanca, 2018[15]